# 北条道路
- 日本の道路 > 一般国道 > 国道9号 > 北条道路

北条道路（ほうじょうどうろ）は、鳥取県東伯郡湯梨浜町から琴浦町に至る延長 13.5 kmの高規格幹線道路（高速自動車国道に並行する一般国道自動車専用道路〈A'路線〉）である。国道9号北条バイパスに併設する形で、山陰自動車道に並行する国道9号の自動車専用道路として整備される。

## 概要
都市計画法第20条第1項に基づき、2017年（平成29年）2月17日付け鳥取県告示95号および96号により北条都市計画道路・大栄都市計画道路1・4・1号北条大栄線として都市計画決定される。

### 道路諸元
- 起点 : 鳥取県東伯郡湯梨浜町はわい長瀬
- 終点 : 鳥取県東伯郡琴浦町槻下
- 延長 : 13.5 km [2]
- 道路規格 : 第1種第2級 （自動車専用道路） [2]
- 幅員 : 14.0 m （20.5 m）
- 車線 : 4車線 [2]
- 設計速度 : 100 km/h [2]

### 概説
当該道路は鳥取県から島根県を経て山口県に至る日本海側ネットワークの骨格をなす山陰自動車道のうち、鳥取県の県庁所在地である鳥取市と同県2位の人口を誇る米子市とのちょうど中間に整備が計画されている自動車専用道路である。全線で供用済の国道9号北条バイパスと並行する。
旧羽合町（現在の湯梨浜町）、旧北条町、旧大栄町（ともに現在の北栄町）、旧東伯町（現在の琴浦町）にまたがる道路として計画され、1989年度に全線13.5kmが事業化された。このうち羽合町区間は1990年度に用地取得に着手、1992年度には工事に着手し、続く北条町区間では1991年度に用地取得着手、1997年度に工事に着手。両区間では、鳥取市側で隣接する青谷羽合道路工事での発生土を利用して盛土工事が行われた。
青谷羽合道路の全通に伴い2007年頃から発生土受入が途絶えると、山陰自動車道の他区間の整備を優先するために並行する国道9号の走行性が比較的高いこの区間では国道を当面活用する事が決定し、北条道路としては着工済区間の盛土工事が概成した段階で暗礁に乗り上げた。
その後、鳥取県内の山陰自動車道では並行する国道が脆弱で緊急性の高い区間から順次事業化が進められ、2013年に中山・名和道路が全線開通し、鳥取西道路も2018年に全線開通の見込みとなるなど、他区間での整備に目途が付いた事もあって2013年11月の中国地方整備局中国地方小委員会に北条道路の事業再開が付議された。検討では当初計画通り「全線を自動車専用道路」とする案と「起点側7.0kmで自動車専用道路を新設し西側6.5kmで国道現道を活用」する案とが比較された。委員会では国道利用者の約56%が通過交通であるという地域の特殊性や域内移動を主とする国道利用者の安全性向上、産業面・観光面での交流促進をインフラ面から支える必要性や国道有事の際の迂回路確保を目的とするダブルネットワークの構築といった観点から、「全線を自動車専用道路」による整備事業の再開が妥当と判断された。
その後、2017年度の国家予算にて事業再開が正式決定した。これを以って天神川に架かる橋梁の工事や旧大栄町区間における用地取得が開始される。鳥取県内の山陰自動車道で唯一事業が進められていなかった北条道路の再事業化に伴い、鳥取県の悲願であった県内横断軸の完成の目途が立った事となり、これに対し平井伸治県知事は「県の東西がハイウェイで結ばれ夢の実現に大きな一歩」「早期の事業再開に全力を傾けていく決意」と歓迎するコメントを表明している。

## インターチェンジなど
- 施設名欄の背景色が■である部分は施設が供用されていない、または完成していないことを示す。
- (数字)は、他路線の番号。

| IC番号                         | 施設名     | 接続路線名                                        | 起点から (km) | 備考             | 所在地   |
| ------------------------------ | ---------- | ------------------------------------------------- | ------------- | ---------------- | -------- |
| 山陰自動車道（青谷羽合道路）   |            |                                                   |               |                  |          |
| 7                              | はわいIC   | 国道9号 北条バイパス 鳥取県道320号羽合東伯線      | 0.0           | 2026年度開通予定 | 湯梨浜町 |
|                                | 北条IC/JCT | 北条湯原道路（北条倉吉道路） 国道9号 北条バイパス |               | 2026年度開通予定 | 北栄町   |
|                                | 大栄IC     | 国道9号 北条バイパス                              |               |                  | 北栄町   |
| 9                              | 大栄東伯IC | 国道9号 北条バイパス 鳥取県道320号羽合東伯線      | 13.5          | 琴浦町           |          |
| 山陰自動車道（東伯・中山道路） |            |                                                   |               |                  |          |